# 常夏☆サンシャイン/Wish Song
- ラブライブ! > ラブライブ!スーパースター!! > Liella! > 常夏☆サンシャイン/Wish Song

「常夏☆サンシャイン/Wish Song」（とこなつサンシャイン ウィッシュ ソング）は、Liella!のシングル。2021年9月29日にLantisから発売された。

## 概要
前作「未来予報ハレルヤ!/Tiny Stars」から1ヶ月ぶりのシングル。アニメ第1期シングル第4弾。
表題曲「常夏☆サンシャイン」は、テレビアニメ『ラブライブ!スーパースター!!』の第1期第6話の劇中歌として使用された。かのんと千砂都によるダブルセンター曲で、劇中の神津島で行われた村起こしイベントに呼ばれた澁谷かのん、唐可可、平安名すみれ、嵐千砂都の4人で披露された。しかし、この曲は葉月恋が参加していなかったこともあり、電撃G's magazineの読者参加企画である「きせかえリエラ」で恋が「常夏☆サンシャイン」の衣装を着る企画が実現されている。その後、4thライブで2・3期生が加わった11人バージョンが披露された。
もうひとつの表題曲「Wish Song」は、テレビアニメ『ラブライブ!スーパースター!!』の第1期第8話の挿入歌として使用された。この回加入した葉月恋にとって初のセンター曲で、かのんからセンターを勧められ引き受けたシーンがある。アニメ劇中では5人で歌った初めての曲となっており、Liella!の5人を繋げた曲として位置づけられている。
CDは「第6話盤」「第8話盤」でカップリング曲、封入されているジャケットシールが異なる。また、初回限定特典として、1stライブ『Liella! First LoveLive! Tour ～Starlines～』東京・福岡公演のチケット先行抽選申込券が封入される。

## アートワーク
| 第6話盤 | 澁谷かのん・嵐千砂都         |
| 第8話盤 | 唐可可・平安名すみれ・葉月恋 |

## チャート実績
2021年9月28日付のオリコンデイリーランキングでは4位にランクインし、翌日の9月29日付には3位に浮上した。2021年10月11日付オリコン週間シングルランキングでは初動2.6万枚を売り上げ初登場4位にランクイン。2作連続で最高初動を更新した。
アニメ週間シングルランキングでも、「始まりは君の空」以来4作ぶりとなる初登場1位を獲得した。

## 収録曲
- 全作詞：宮嶋淳子

### 第6話盤
1. 常夏☆サンシャイン
  - 作曲・編曲：EFFY
  - TVアニメ「ラブライブ！スーパースター!!」第1期第6話挿入歌
2. Wish Song
  - 作曲：フワリ、編曲：兼松衆
  - TVアニメ「ラブライブ！スーパースター!!」第1期第8話挿入歌
3. バイバイしちゃえば！？
  - 作曲：光増ハジメ、編曲：EFFY
4. 常夏☆サンシャイン（Off Vocal）
5. Wish Song（Off Vocal）
6. バイバイしちゃえば！？（Off Vocal）

### 第8話盤
1. 常夏☆サンシャイン
  - 作曲・編曲：EFFY
  - TVアニメ「ラブライブ！スーパースター!!」第1期第6話挿入歌
2. Wish Song
  - 作曲：フワリ、編曲：兼松衆
  - TVアニメ「ラブライブ！スーパースター!!」第1期第8話挿入歌
3. 瞬きの先へ
  - 作曲・編曲：藤澤慶昌
  - 第8話で使用された劇伴「結ばれた想い」に歌詞を付けた曲。その流れを踏まえた1stライブでは、当該場面の再現としてこの曲が披露された。
4. 常夏☆サンシャイン（Off Vocal）
5. Wish Song（Off Vocal）
6. 瞬きの先へ（Off Vocal）

## カバー
YouTubeにて披露したアーティスト
| 曲名                  | 歌手             | 公開日        | 備考 |
| --------------------- | ---------------- | ------------- | --- |
| 「常夏☆サンシャイン」 | みらくらぱーく！ | 2024年8月22日 | - 『ラブライブ！シリーズ』の蓮ノ空女学院スクールアイドルクラブによるミニユニット - 『蓮ノ空女学院スクールアイドルクラブ公式チャンネル』にて公開された。 |